# Terapi (film)
Terapi er en dansk kortfilm fra 2006 instrueret af Bo Mikkelsen, der har skrevet manuskript sammen med Frederik Rask.

## Handling
"Du har alle muligheder foran dig, den eneste hindring er dig selv!" En film om forvandlingens kunst.

## Medvirkende
- Beate Bille, Lotte
- Kristian Halken, Torben